# Сидоний фон Пасау
Сидоний фон Пасау (на немски: Sidonius von Passau; * / † неизвестно) е третият епископ на Пасау от ок. 754 до 763/764 г.

## Биография
Сидоний се споменава в документ за дарение на манастира в Пасау. Той е монах от Ирландия и е научно висш теолог в обкръжението на по-късния епископ на Залцбург Свети Виргил († 784).
Следващият епископ на Пасау от 763/764 г. е Антхелм.